# Próxima Estación: Esperanza
Pour les articles homonymes, voir Esperanza et Estacion.
Albums de Manu Chao
Clandestino
(1998) Radio Bemba Sound System
(2002)
... Próxima Estación ... Esperanza (« prochaine station : Esperanza ») est le deuxième album solo de Manu Chao sorti le 1er juin 2001 en Europe et le 5 juin 2001 aux États-Unis.

## Historique
Le titre de l'album provient d'un extrait d'une annonce pour la station Esperanza de la ligne 4 du métro de Madrid⁣ ; en espagnol « esperanza » signifie « espoir ». Une autre station de la ligne 4, nommée Avenida de la Paz (littéralement « Avenue de la Paix ») est également mentionnée à plusieurs reprises sur l'album, mais les deux stations sont en fait situées dans deux quartiers différents, et l'échantillon utilisé par Manu Chao consiste en fait en deux annonces distinctes collées ensemble. Le doubleur Javier Dotú et un annonceur du métro de Madrid ont par la suite poursuivi l'artiste en justice pour violation des droits de propriété intellectuelle sur l'utilisation de leur voix.

## Analyse artistique
L'album a été écrit et composé par Manu Chao hormis le titre El dorado 1997 (paroles : Manu Chao/Meslouhi et musique : Manu Chao/Tito Velez), ainsi que Homens (paroles : Valeria / musique : Manu chao).
L'album reprend la recette musicale de Clandestino. Manu Chao sort un album qu'il n'hésite pas à qualifier lui-même de petite sœur de Clandestino. Le titre provient de l'annonce sonore d'approche de la station Esperanza du métro madrilène (« Próxima Estación: Esperanza »), qui est utilisé comme sample de transition entre plusieurs chansons.
Cependant, le disque est plus joyeux, moins amer et mélancolique que le précédent, agrémenté de cuivres, notamment du Sicilien Roy Paci. Le disque donne une impression de fête, mélangeant à nouveau le reggae, la musique latine, le rock et même ici un peu de jazz.
L'album contient notamment le succès Me gustas tú. Il contient aussi le titre Denia, une chanson algérienne composée et écrite par Manu Chao, dont il fera aussi une autre version en duo avec le célèbre chanteur algérien de musique kabyle Idir sous le titre A Tulawin (Une Algérienne Debout), sur lequel les deux hommes chantent la douleur de ce pays : « Cette vie est hantée de mensonges, Pauvre Algérie, Mon cœur palpite de tes regards, Pauvre Algérie ».
Les chansons de l'album sont interprétées en arabe, anglais, français, galicien, portugais et espagnol. La piste d'accompagnement de Homens, un rap évoquant les différents types d'hommes, écrit et interprété par la journaliste brésilienne (et amie de Manu Chao) Valeria dos Santos Costa, est identique à la piste d'accompagnement de Bongo Bong et Je ne t'aime plus, deux chansons à succès parues sur l'album précédent en 1998 ; cependant, dans le court métrage documentaire Infinita Tristeza (inclus dans la section bonus de son DVD live Babylonia en Guagua de 2002), Manu a déclaré que Homens était la chanson pour laquelle la piste d'accompagnement bien connue avait été enregistrée à l'origine.
La dernière chanson de l'album, Infinita Tristeza, ne contient aucune voix de Chao, mais elle se compose de la même piste d'accompagnement que Me Gustas Tú, sur laquelle plusieurs échantillons et extraits sonores sont superposés ; la plupart d'entre eux proviennent d'un film documentaire télévisé basé sur des dessins animés sur la grossesse et l'accouchement, produit en 1977 par TVE et destiné aux enfants. Un certain nombre d'échantillons de voix du documentaire sont mis en boucle et répétés tout au long de la piste dans le style fragmenté typique de l'artiste.

## Réception
Certains fans sont déçus d'un album qui ressemble trop à Clandestino, reprochant par ailleurs que certaines chansons passent trop à la radio (Me gustas tú). Manu Chao déclare qu'il s'en fiche, il comprend ce qu'on lui reproche, mais lui a juste voulu se faire plaisir.
Pourtant, Próxima Estación: Esperanza a reçu une nomination aux Grammy pour la meilleure performance de rock latino/alternatif. En 2010, Esperanza figure à la 65e place des « Meilleurs albums de la décennie » de Rolling Stone. En 2012, le magazine l'a classé à la 474e place sur sa liste des 500 plus grands albums de tous les temps, déclarant que « ce joyau a donné aux Américains un avant-goût de la grandeur sauvage de [Manu Chao]. Manu Chao berce une guitare acoustique sur des cuivres et des boites à rythmes en divaguant en plusieurs langues sur des sujets cruciaux, de la politique au mélange de cultures. »

## Titres
| 1.    | Merry Blues       |                   | 3:36 |
| 2.    | Bixo              |                   | 1:52 |
| 3.    | Eldorado 1997     | L'eldorado 1997   | 1:29 |
| 4.    | Promiscuity       |                   | 1:36 |
| 5.    | La primavera      | Le Printemps      | 1:52 |
| 6.    | Me gustas tú      | Tu me plais       | 4:00 |
| 7.    | Denia             | La vie            | 4:39 |
| 8.    | Mi vida           | Ma vie            | 2:32 |
| 9.    | Trapped by Love   | Piégé par l'amour | 1:54 |
| 10.   | Le Rendez-vous    |                   | 1:56 |
| 11.   | Mr. Bobby         | Bob Marley        | 3:49 |
| 12.   | Papito            | Petit papa        | 2:51 |
| 13.   | La chinita        | La chinoise       | 1:33 |
| 14.   | La marea          | La marée          | 2:16 |
| 15.   | Homens            | Hommes            | 3:18 |
| 16.   | La vacaloca       | La vache folle    | 2:23 |
| 17.   | Infinita tristeza | Tristesse infinie | 3:56 |
| 45:33 |                   |                   |      |

En 2003, Me gustas tú figure sur la BO du film Il était une fois au Mexique... Desperado 2 de Robert Rodriguez.

## Classement dans les hit-parades d'albums
Pays, meilleure place, nombre de semaines
- France : no 1, 76 semaines
- Italie : no 1, 17 semaines
- Suisse : no 1, 33 semaines[8]
- Allemagne : no 4, 19 semaines
- Autriche : no 2, 18 semaines
- Danemark : no 5, 11 semaines
- Pays-Bas : no 3, 49 semaines
- Norvège : no 4, 17 semaines

## Accueil
- Victoire de la musique 2002 du meilleur album de musiques traditionnelles ou de musiques du monde de l'année.
- L'album est classé par le magazine Rolling Stone comme l’un des 10 meilleurs albums de l’année 2001[9].